# Mardania
Mardania is een geslacht van wantsen uit de familie van de Reduviidae (Roofwantsen). Het geslacht werd voor het eerst wetenschappelijk beschreven door Carl Stål in 1859.

## Soorten
Het genus bevat de volgende soorten:

- Mardania aliena (Walker, 1873)
- Mardania arcuata Villiers, 1967
- Mardania bicolorata (Stål, 1855)
- Mardania lythrodes (Germar in Silberman, 1837)
- Mardania ornata (Thunberg, 1822)
- Mardania pictifrons (Stål, 1874)
- Mardania rubricosa (Stål, 1855)
- Mardania sanguinosa (Stål, 1865)
- Mardania sellata Stål, 1859
- Mardania transversalis Jeannel, 1917
- Mardania uncinata Stål, 1859